# اتفاقية التبليغ المبكر عن وقوع حادث نووي
اتفاقية التبليغ المبكر عن وقوع حادث نووي هي معاهدة الوكالة الدولية للطاقة الذرية لعام 1986 بموجبها وافقت الدول على تقديم إخطار عن أي حادث نووي يحدث في نطاق بلده التي يمكن أن تؤثر على دول أخرى. جنبا إلى جنب مع اتفاقية تقديم المساعدة في حالة وقوع حادث نووي أو طارئ إشعاعي تم اعتمادها في استجابة مباشرة لكارثة تشيرنوبيل أبريل 1986.
من خلال الموافقة على الاتفاقية فإن الدولة تقر أنه عندما يحدث أي حادث نووي أو انتشار الإشعاع داخل أراضيها فإن لديها القدرة على التأثير على دولة أخرى فسوف يخطر على الفور وكالة الطاقة الذرية والدول الأخرى التي يمكن أن تتأثر. تتضمن المعلومات ورود أنباء عن وقوع الحادث في الوقت والمكان والمبلغ يشتبه في الإفراج عن النشاط الإشعاعي.
الاتفاقية وقعت في الدورة الاستثنائية للمؤتمر العام للوكالة في 26 سبتمبر 1986 حيث عقدت الدورة الاستثنائية بسبب كارثة تشيرنوبيل التي حدثت قبل خمسة أشهر. بشكل ملحوظ سرعان ما صدق على الاتفاقية الاتحاد السوفيتي وجمهورية أوكرانيا الاشتراكية السوفيتية الدول التي كانت مسؤولة عن تشيرنوبيل. تم التوقيع عليها من قبل 69 دولة ودخلت الاتفاقية حيز النفاذ في 27 أكتوبر 1986 بعد التصديق الثالث.
اعتبارا من عام 2013 فإن هناك 116 دولة عضو في الاتفاقية بالإضافة إلى الجماعة الأوروبية للطاقة الذرية ومنظمة الأغذية والزراعة ومنظمة الصحة العالمية والمنظمة العالمية للأرصاد الجوية. الدول التي وقعت على الاتفاقية ولكنها لم تصدق عليها بعد هي جزر البهاما وساحل العاج وجمهورية الكونغو الديمقراطية والكرسي الرسولي والنيجر وكوريا الشمالية وسيراليون والسودان وسوريا وزيمبابوي. الدول التي صدقت على الاتفاقية ولكنها انسحبت منها هي بلغاريا والمجر ومنغوليا وبولندا.